# Streptolophus sagittifolius
Streptolophus es un género monotípico de plantas herbáceas de la familia de las gramíneas o poáceas.  Su única especie, Streptolophus sagittifolius Hughes, es originaria de Angola. 

## Descripción
Es una planta anual con cañas deumbentes de 100-200 cm de altura; herbácea, ramificado arriba. Los nodos de los culmos peludos con hojas basales no agregadas. Las láminas lanceoladas; amplias; 15-20 mm de ancho; cordadas a sagitadas ; pseudopetioladas (con pecíolos largos); sin venación. La lígula una membrana con flecos. Son plantas bisexuales, con espiguillas bisexuales; con los floretes hermafroditas. Las espiguillas de formas sexualmente distintos en la misma planta, o todos por igual en la sexualidad; hermafroditas y estériles (estéril en la punta del eje principal de la inflorescencia).

## Taxonomía
Streptolophus sagittifolius fue descrita por Dorothy Kate Hughes y publicado en Bulletin of Miscellaneous Information Kew 1923: 178, f. 1923.